# Сноска (фильм)
«Сно́ска» (или «Примеча́ние») (ивр. הערת שוליים‎ («Эара́т шула́йим»), англ. Footnote) — израильский художественный фильм-драма 2011 года, поставленный режиссёром Йосефом Сидаром по собственному сценарию. Фильм рассказывает о взаимоотношениях отца и сына Элиэзера и Уриэля Школьников, двух близких и в то же время очень далёких людей, затрагивая практически не освещаемую тему — скрытые механизмы присуждения престижных премий.

## Сюжет
Отец и сын Элиэзер и Уриэль Школьники преподают на кафедре изучения Талмуда в Еврейском университете в Иерусалиме. Оба — блестящие учёные и преподаватели, но их научная карьера складывается так, что они всегда были соперниками и сын начинает заслонять отца.
Отец — «человек в футляре», типичный «книжный червь», избегает общества и семьи, живёт в своём мире — мире учёных изысканий, превратив его в «крепость». Он явно считает себя обиженным и недооценённым. Он посвятил много лет доказательствам существования неизвестной версии Иерусалимского Талмуда, основываясь на скрупулёзном филологическом анализе цитат средневековых еврейских мудрецов, но незадолго до публикации его триумфальной работы профессор Гроссман случайно обнаруживает непосредственно сам экземпляр этой неизвестной версии Талмуда, чем сводит значение многолетнего труда Элиэзера на нет.
Большинство окружающих и даже родные считают профессора Элиэзера мизантропом и не понимают, что для него как для человека традиционной академической школы очень тяжело видеть более поверхностное, на его взгляд, отношение к качеству и методике научных исследований. Это настолько непонятно даже его сыну, что когда он видит отца беседующим с некой женщиной, то предполагает, что отец встречается с ней втайне от жены, даже не подумав, что тот встретил коллегу-учёную, близкую ему по духу — человека, с которым он, наконец-то, получил редкую для него возможность просто дружески побеседовать.
Сын Элиэзера, Уриэль, напротив, ищет славы и признания, широко признан и уважаем. Но однажды всё меняется: отцу неожиданно сообщают о присуждении самой престижной награды — Государственной премии Израиля, а из-за одинаковой фамилии у отца и сына в фильме начинается неразбериха. Зависть отца к сыну и самопожертвование сына в пользу отца, самоотречение и гордыня — что перевесит?

## В ролях
- Шломо Бар Аба — Элиэзер Школьник
- Лиор Ашкенази — Уриэль Школьник
- Алиса Розен — Иегудит Школьник
- Альма Зак[англ.] — Дикла Школьник
- Даниэль Маркович — Джош Школьник
- Миха Левенсон — Иегуда Гроссман
- Юваль Шарф — Ноа (репортер)
- Нево Кимхи — Яир Фингерхут
- Альберт Илуз — Двир
- Шмуэль Шило — Херман
- Юдит Теперсон — Сара
- Михаэль Кореш — Йона
- Нели Тагар — охранник

## Производство
Режиссёр Йосеф Сидар рассказал, почему задумал создать фильм, события в котором разворачиваются на кафедре изучения Талмуда Еврейского университета: «Эта кафедра — самая маленькая в университете, но известная во всем мире своими бескомпромиссными методами исследований и безжалостным отношением к ошибкам. Мне приходилось слышать истории о соперничестве между учеными этой кафедры, об упрямстве вселенского масштаба, об эксцентричных профессорах, которые видят смысл жизни в науке, даже если область их исследований совершенно эзотерична. Я полюбил их всех, и это легло в основу сюжета».
Ради роли Элиэзера Школьника Шломо Бар Аба, известный в Израиле комик, вернулся в кино после 20-летнего перерыва.
Лиор Ашкенази, нерелигиозный еврей, выросший в светской семье и чуждый страсти главных героев к еврейскому писанию, испытывал трудности при вживании в роль Уриэля Школьника. Актёр брал уроки Талмуда в Еврейском университете и отращивал бороду в течение восьми месяцев. По словам самого актёра, если обычно он брал персонаж и «загружал» в свою собственную личность, то в этой роли ему пришлось сделать наоборот: «Мне пришлось отправиться к персонажу, иммигрировать него. В другую страну, образно говоря».
Как отмечено в заключительных титрах в фильма, его создателей консультировал глава кафедры еврейской мысли в Еврейском университете доктор Авиноам Рознак.

## Прокат
Фильм вышел в прокат 2 июня 2011 года в кинотеатрах Израиля (United King Films) и 9 марта 2012 года — в кинотеатрах США (Sony Pictures Classics).

## Оценки
Ханна Браун из The Jerusalem Post назвала фильм «блестящим и смелым», написав: «Сидар использует драматическую манеру съёмки, музыку и визуальные эффекты, чтобы дать зрителю понять, что это — фильм о сотрясающей землю битве, по крайней мере такой она предстаёт в умах и сердцах её героев. Актёрская игра выдающаяся, особенно со стороны Бар Абы и Ашкенази».
«Если бы я вручал „Оскаров“, я бы, не раздумывая, вручил бы приз израильскому режиссёру Йоси Сидеру за ленту „Примечание“. В прошлом я не сталкивался с каким-либо израильским фильмом, в котором речь не шла бы об армии, арабах, поселенцах и левых. Или об интимной жизни ультраортодоксов. Иными словами, не было ни одного отечественного фильма, в которых его авторы не стирали бы у всех на виду грязное белье. И не просто стирали, а иллюстрировали этим взгляды израильских и зарубежных леваков, которые те выдают за „политкорректность“. Но все это осталось в прошлом. Фильм „Примечание“ — подлинное удовольствие для зрителя».
«Несмотря на основную тематику фильма — изучение Талмуда и „внутренние“ научные круги, в которых развивается сюжет, главный посыл выходит далеко за пределы научных споров, а потому фабула оказалась близкой для людей, далеких от науки и религии».
«Честолюбие подвергает испытанию как сыновнюю, так и отцовскую любовь, которая, как оказывается, сильнее, чем им обоим мнилось. Втайне друг от друга они пытаются сделать сложный моральный выбор, и неоднозначный финал по-своему трагичен».
«Человечная история об отце и сыне… Простая, но, одновременно, захватывающая, история о человеческих отношениях… В то же время, в фильме Сидера бушуют страсти. Честь, ревность, гнев. Но среди героев нет плохих людей. Хорошие, в общем-то, люди, попавшие, волею судеб, в непростые жизненные обстоятельства, которые вынуждают их действовать в соответствии с нравственными ценностями, на которых они воспитывались. Зрителя приглашают к размышлению — как бы он поступил на месте героев ленты… „Примечание“ — идеальный фильм. Таким должно быть настоящее произведение искусства. Он ведет со зрителем честный диалог, не манипулируя его сознанием».
«Отец и сын. Оба борются за академическую премию, но фильм о большем — в частности, о сегодняшнем Израиле, о роли, которую в нём играют СМИ, о постоянном беспокойстве, о сложности и, часто, комизме человеческих отношений. История эта похожа на „бурю в стакане воды“, но для тех, кто находится внутри этого „стакана“, буря кажется весьма серьёзной и даже опасной и может разрастись до эпической трагедии, что и вызывает улыбку у тех, кто смотрит на все это, как мы, зрители (вместе с режиссёром), извне. Недаром на роль отца был приглашен популярный израильский комедийный актёр Шломо Бар Аба».
Некоторые рецензенты сравнивают «Сноску» с картинами братьев Коэн, в частности с фильмом «Серьёзный человек». Подобно Коэнам, Сидар постоянно иронизирует над своими персонажами, ставит их в неудобные ситуации и не даёт возможности определить, кто из них на самом деле прав, а кто заблуждается. Также отмечались сходства в манере съёмки и приёмах монтажа.

## Награды
- Приз за лучший сценарий в 2011 году на Каннском кинофестивале[11].
- Девять наград Израильской киноакадемии Офир в 2011 году[11].
- 18 января 2012 года фильм был назван одним из девяти номинантов на премию Оскар.
- 24 января 2012 года фильм был номинирован на Оскар в категории «Лучший фильм на иностранном языке»[12].
- Фильм объявлен в Израиле лучшим фильмом 2011 года[13].